# 톈젠샤
톈젠샤(중국어 간체자: 田剑侠, 정체자: 田劍俠, 병음: Tián Jiànxiá, 한자음: 전검협, 1986년 9월 3일 ~ )는 중화인민공화국의 핸드볼 선수로 2008년 하계 올림픽에 참가했다.